# Aimogasta
Aimogasta est une ville de la province de La Rioja, en Argentine, et le chef-lieu du département d'Arauco.

## Localisation
Elle est située au nord de la province à 830 mètres d'altitude à l'extrémité de la Sierra de Velasco, dans un climat aride avec des étés chauds et des hivers courts.

## Population et économie
Sa population est de 12 249 habitants recensés en 2010. C'est un centre de production d'olives (on y trouve le plus ancien olivier du pays), de jojoba et un lieu de tourisme.
La population actuelle est majoritairement créole, avec des descendants d'Espagnols et d'Italiens, mais aussi originaire du Proche-Orient.

## Histoire
Originellement occupée par les indigènes Paziocas, la ville a été administrée par la province de Catamarca à partir de 1558, puis par La Rioja en 1688.